# Ramón de la Cruz
Ramón de la Cruz Cano y Olmedilla (Madrid, 1731 – 1794) è stato un commediografo spagnolo.
Impiegato al ministero delle finanze, fu autore di trecento sainetes, piccole scene di vita cittadina che venivano recitate negli intermezzi tra gli atti di drammi più lunghi.
Nel 1791 ne pubblicò una vasta raccolta, in cui spiccava il suo sainete migliore, Las Tertulias de Madrid.
Tra i suoi lavori, vi fu anche il libretto della zarzuela La Clementina, musicata da Luigi Boccherini.